# Carlo Pellegrini

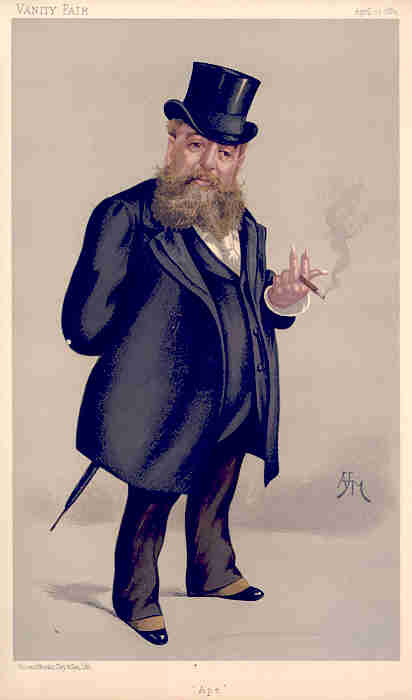
Carlo Pellegrini, "Vanity Fair" magazine's "Ape", por Arthur H. Marks

Carlo Pellegrini (25 de marzo de 1839-22 de enero de 1889) fue un caricaturista italiano. Trabajó para la revista Vanity Fair entre 1869 y 1889, dibujando a los más notables personajes de la alta sociedad londinense de la época.

## Biografía

### Primeros años
Pellegrini nació en 1838 en Capua, perteneciente por entonces al Reino de las Dos Sicilias. Su padre provenía de una antigua familia de terratenientes, mientras que su madre era descendiente de los Médici. 
Se educó en el Colegio Barnibiti, y después en el San Antonio de Maddaloni, cerca de Nápoles. En su juventud caricaturizó a la sociedad napolitana, inspirando sus retratos en los de Melchiorre Delfico, Daumier y otros artistas franceses y británicos de la época. Pellegrini afirmaba haber luchado con Garibaldi; sin embargo, aquellos que lo conocían bien, sabían que esto era una fantasía.
La decisión de abandonar Italia en 1864 después de una serie de crisis personales, incluyendo la muerte de su hermana, le llevó a Inglaterra a través de Suiza y Francia; arribando a Londres en noviembre de aquel año. Posteriormente contaba que había llegado hasta allí como un indigente, durmiendo en las calles y en los portales. Sin embargo, esta afirmación puede haber sido otra fantasía diseñada para hacerle parecer un artista bohemio. En Londres se convirtió en amigo del príncipe de Gales.

### Etapa enVanity Fair
No se sabe cómo Pellegrini pudo conocer a Thomas Bowles, el dueño de la revista Vanity Fair, pero rápidamente fue empleado por dicha publicación y se convirtió en su primer caricaturista, firmando inicialmente su trabajo como "Singe" y más tarde, y más famoso, como "Ape" ("abeja" en italiano). El trabajo de Pellegrini para la revista hizo crecer su reputación y se convirtió en su artista más influyente, publicándose sus caricaturas ininterrumpidamente durante más de veinte años, desde enero de 1869 hasta abril de 1889. Su caricatura de Benjamín Disraeli en 1869 fue la primera litografía en color que apareció en la revista, y acabó siendo muy popular. Fue la primera de una serie de gran éxito de más de dos mil caricaturas publicadas por la revista Vanity Fair. Aunque las caricaturas posteriores realizadas por Sir Leslie Ward posiblemente ahora sean más conocidas, las de Ape son consideradas por muchos coleccionistas como artísticamente y técnicamente superiores.
Además de dibujar sus caricaturas para la revista, Pellegrini trató de trabajar como retratista, pero en este empeño obtuvo un éxito limitado. Coincidió con Edgar Degas en Londres en la década de 1870, y hacia 1876 o 1877 le hizo un retrato al pintor francés, con la dedicatoria 'à vous / Pellegrini' (a usted / Pellegrini). A cambio, Degas pintó el retrato de Pellegrini, igualmente dedicado.
Pellegrini fue miembro del Beefsteak Club de Londres y allí conoció a Whistler, que se convirtió en una gran influencia en su obra; de hecho, incluso trató de pintar retratos al estilo de Whistler, pero como ya se ha dicho, en esta empresa cosechó un éxito limitado. Pellegrini también fue miembro de The Arts Club desde 1874 hasta 1888.
Extremadamente cuidadoso con su apariencia, Pellegrini vestía polainas blancas inmaculadas con botas muy pulidas. Se dejó crecer unas largas uñas parecidas a las de un mandarín, nunca caminaba si podía utilizar algún transporte, y tenía un fondo ilimitado de historias divertidas y excentricidades. Hablaba un inglés chapurreado, hacía alarde de su homosexualidad (en un momento en que era peligroso hacerlo), y a menudo llevaba platos de macarrones como presente a las cenas de las fiestas más elegantes. Rechazaba invitaciones a casas de campo por miedo a las camas extrañas, y tenía la costumbre de mantener un cigarro en la boca mientras dormía.
Murió de una enfermedad pulmonar en su casa del 53 de Mortimer Street, cerca de Cavendish Square en Londres. Está enterrado en el cementerio católico de Santa María de Kensal Green, Londres.

## Galería de imágenes

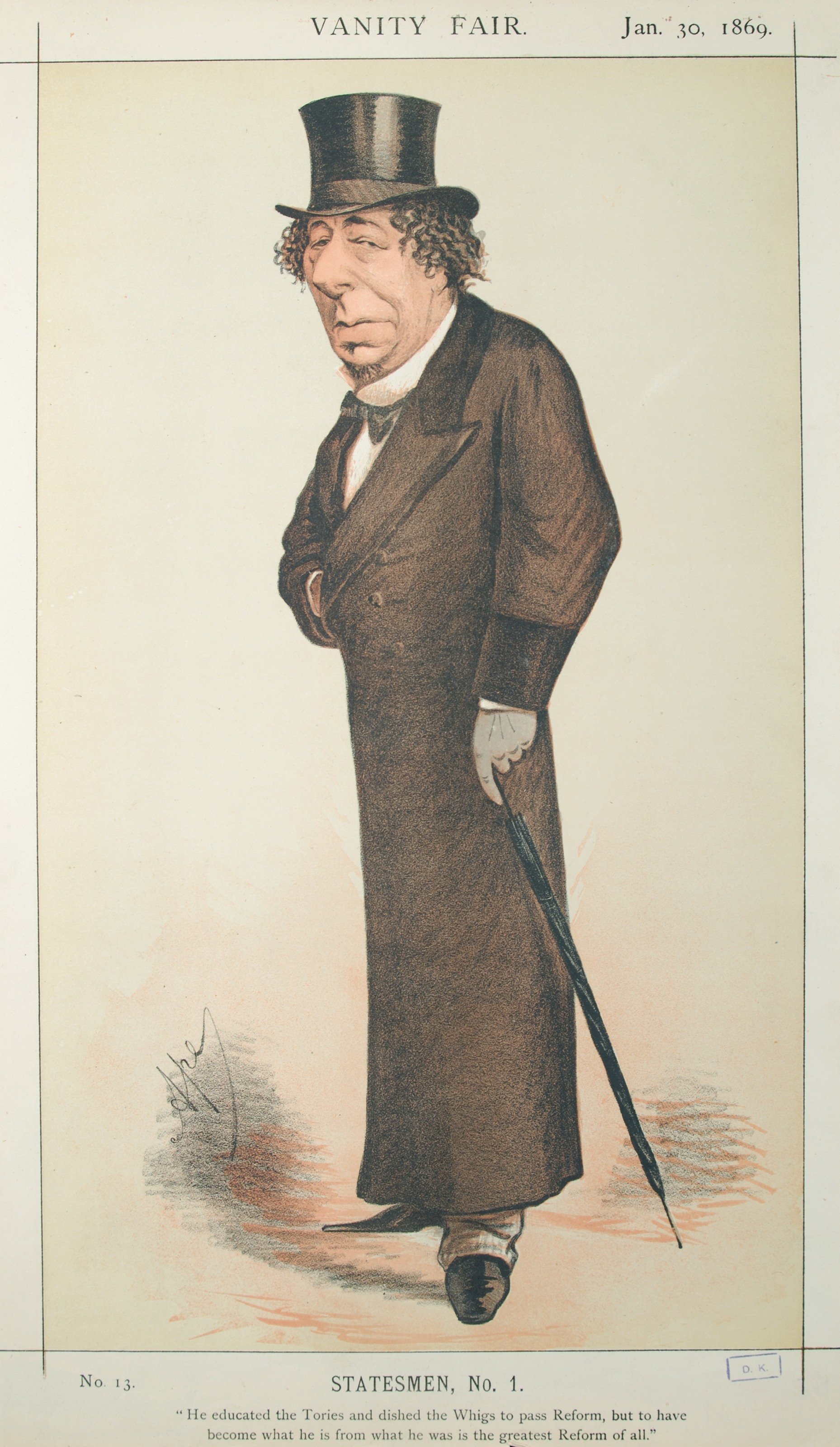
Benjamin Disraeli
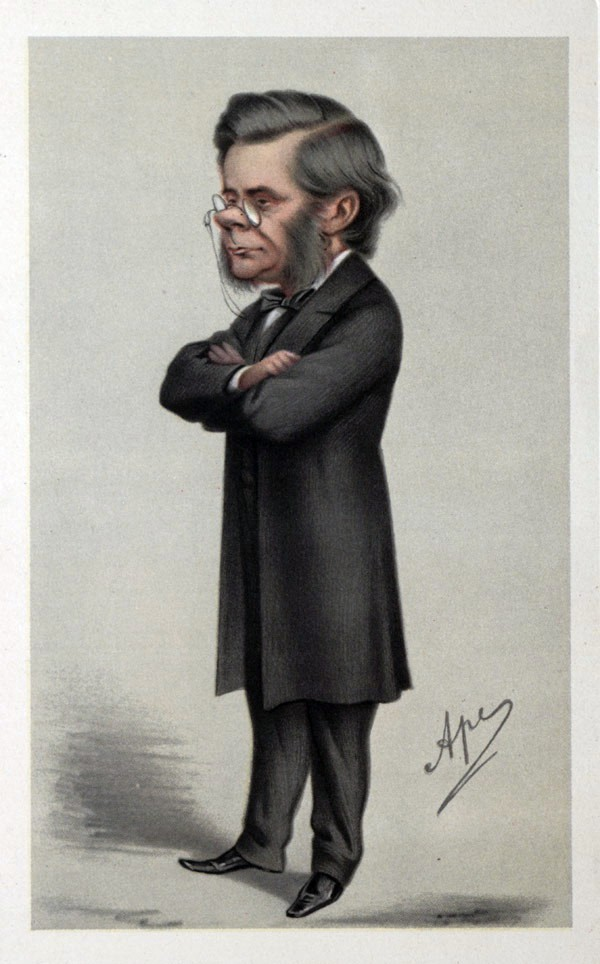
Thomas Henry Huxley
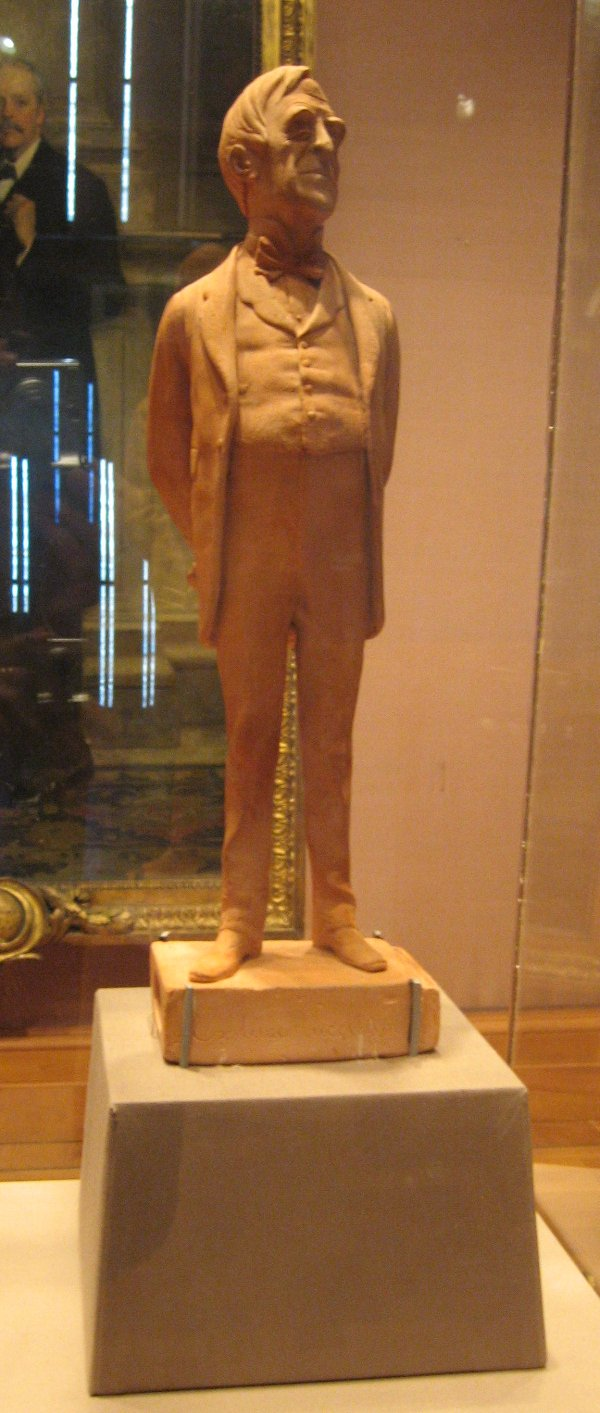
Estatuilla de terracotta de Robert Lowe (por Pellegrini, fechada en 1873)
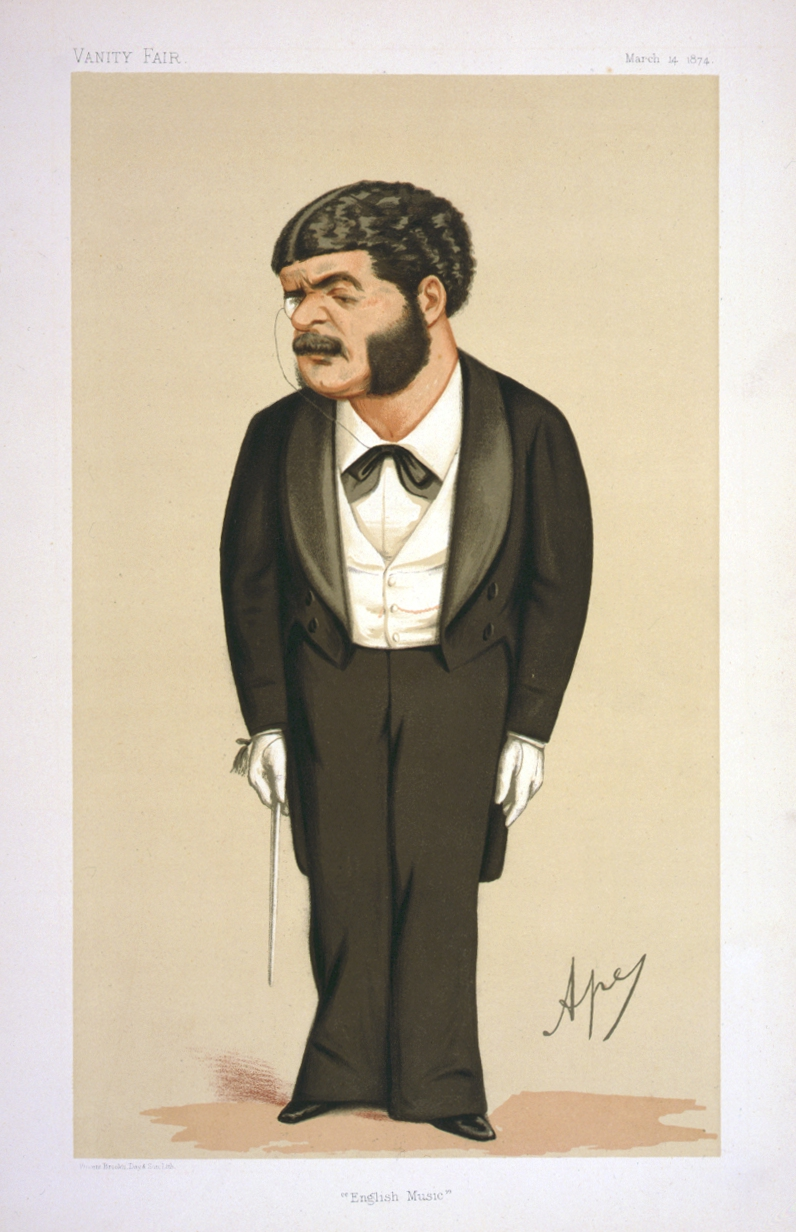
Arthur Sullivan
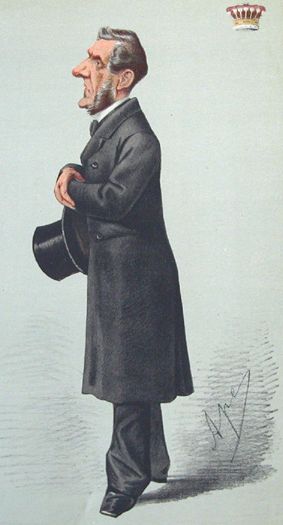
Anthony, Earl of Shaftesbury
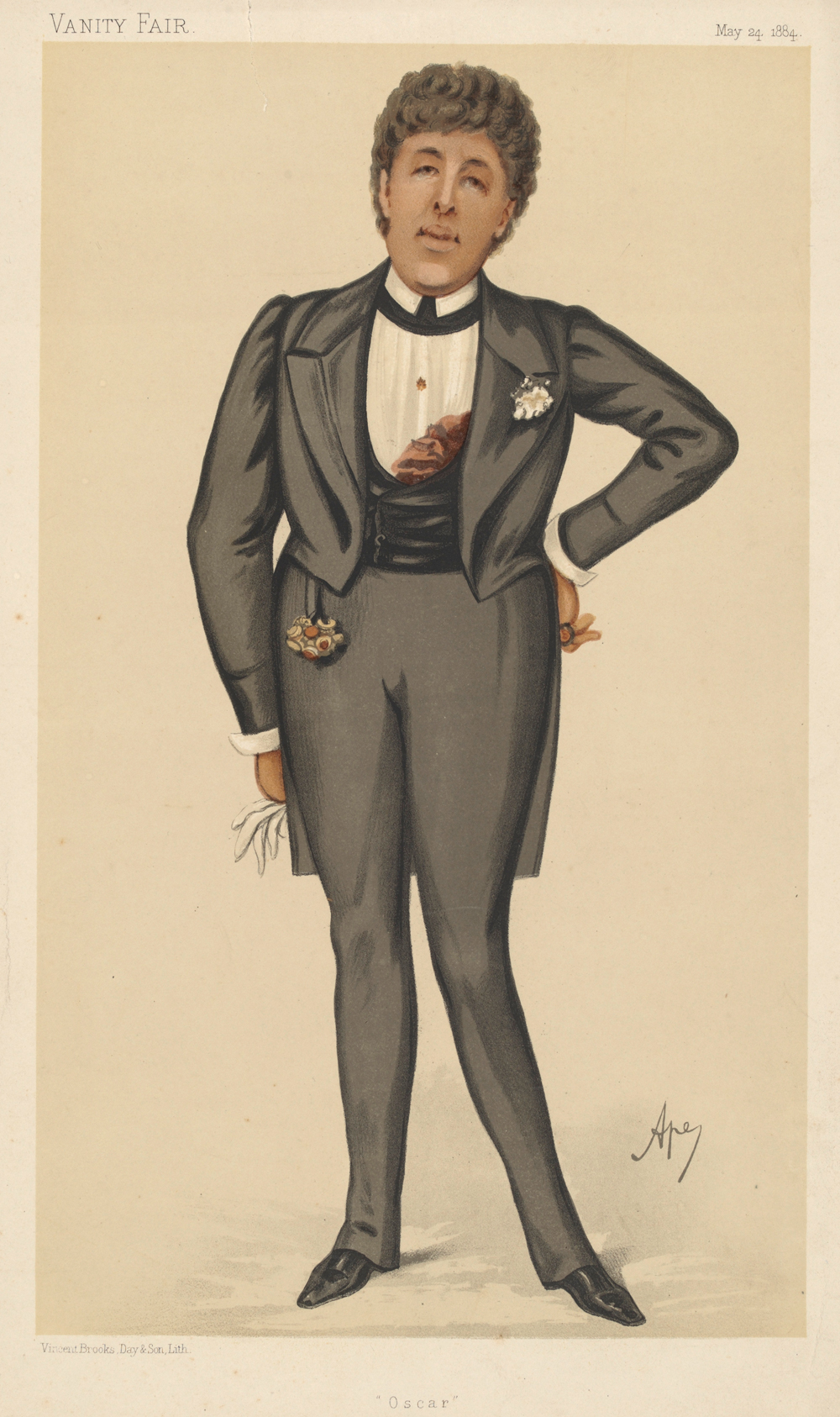
Oscar Wilde
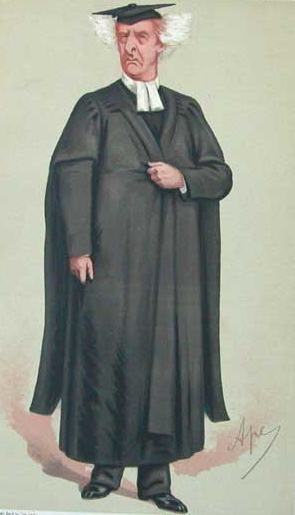
Henry Liddell
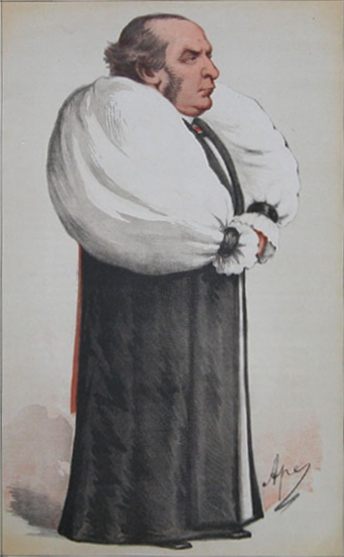
William Thomson, arzobispo de York
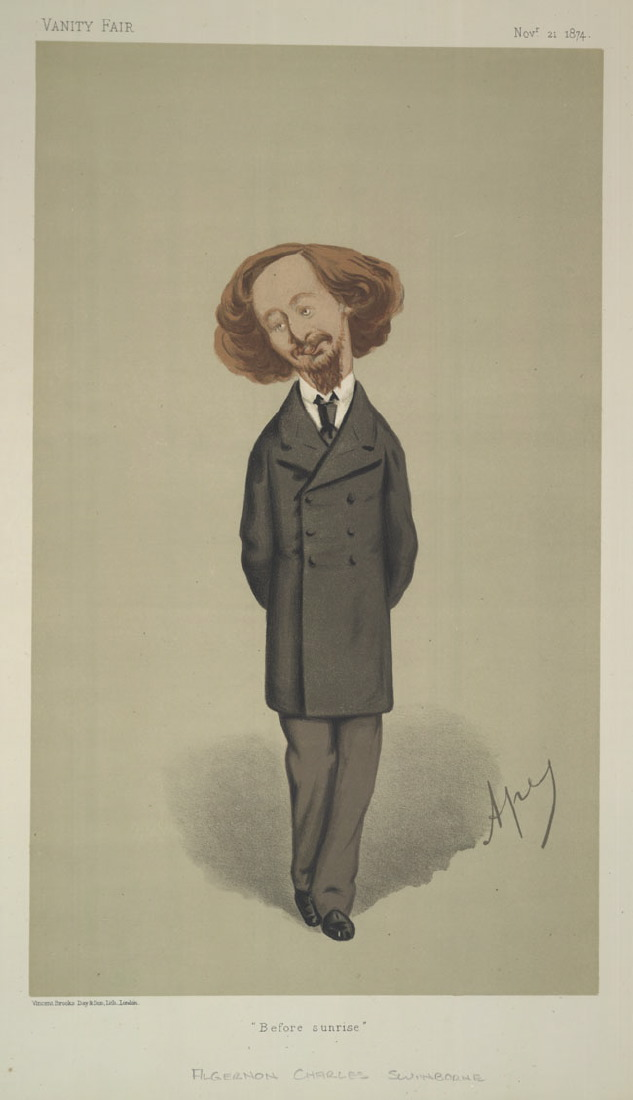
Algernon Charles Swinburne
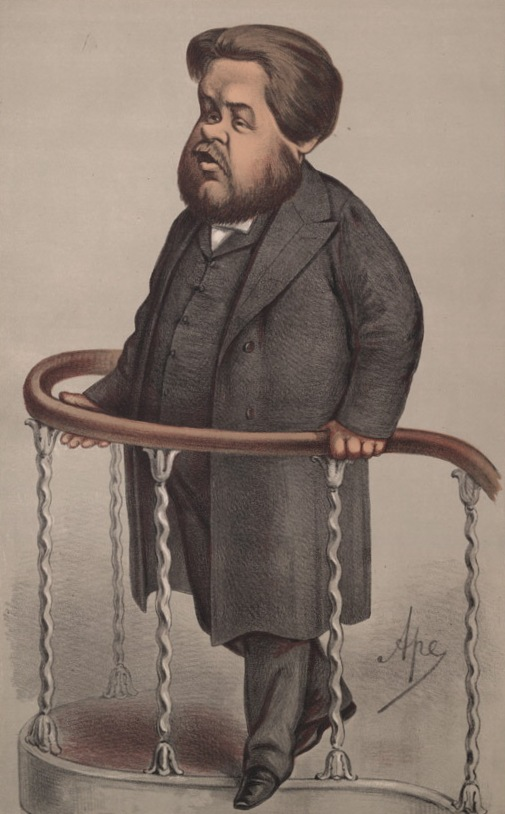
Charles Spurgeon
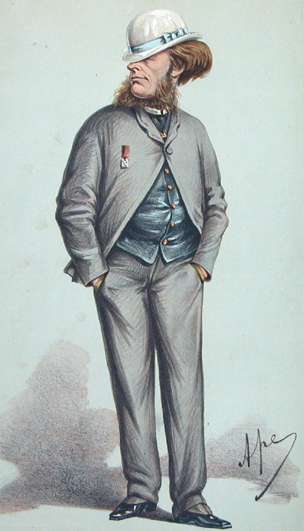
Francis, Lord Elcho
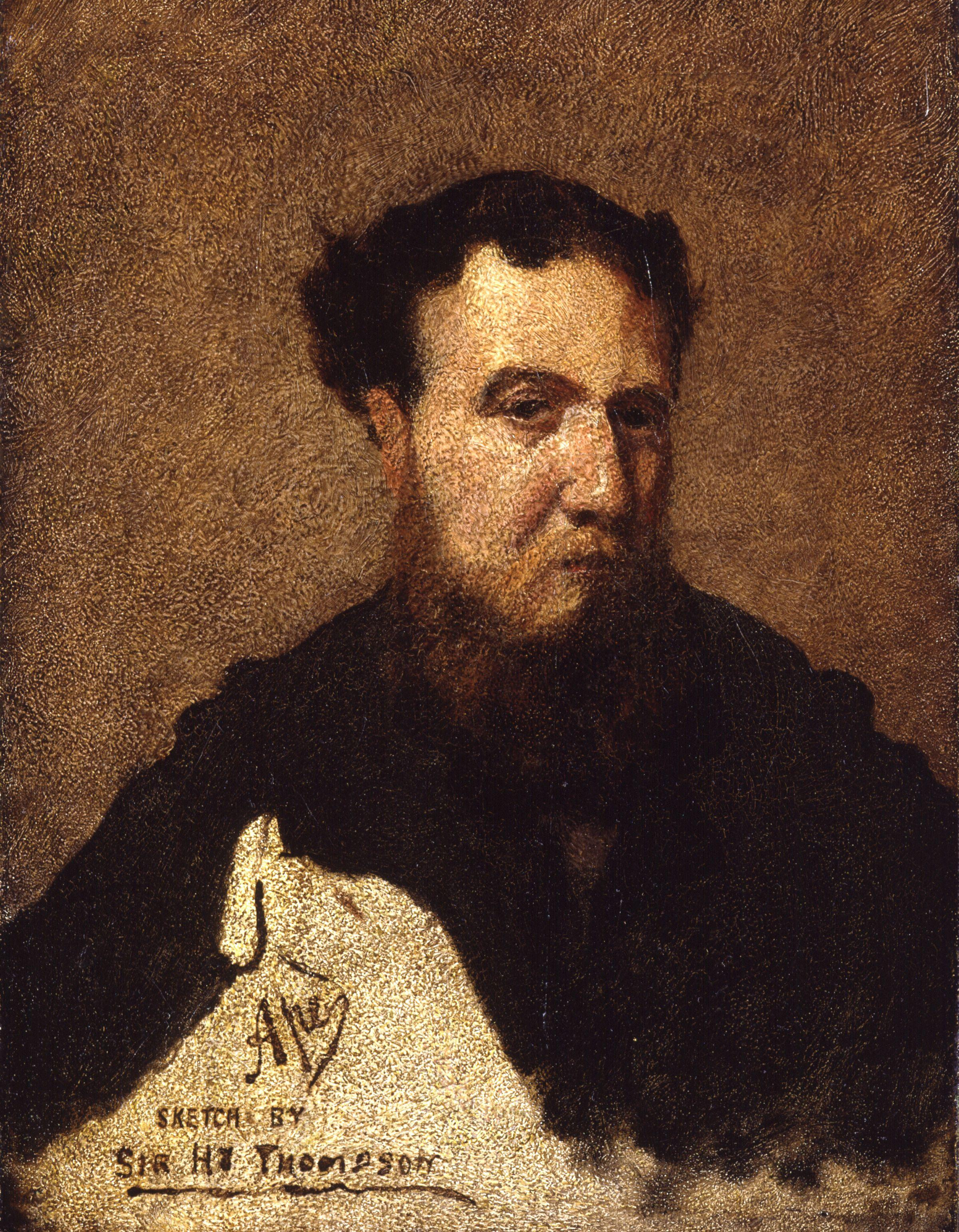
Pellegrini, por Sir Henry Thompson